# Avanzada (militar)

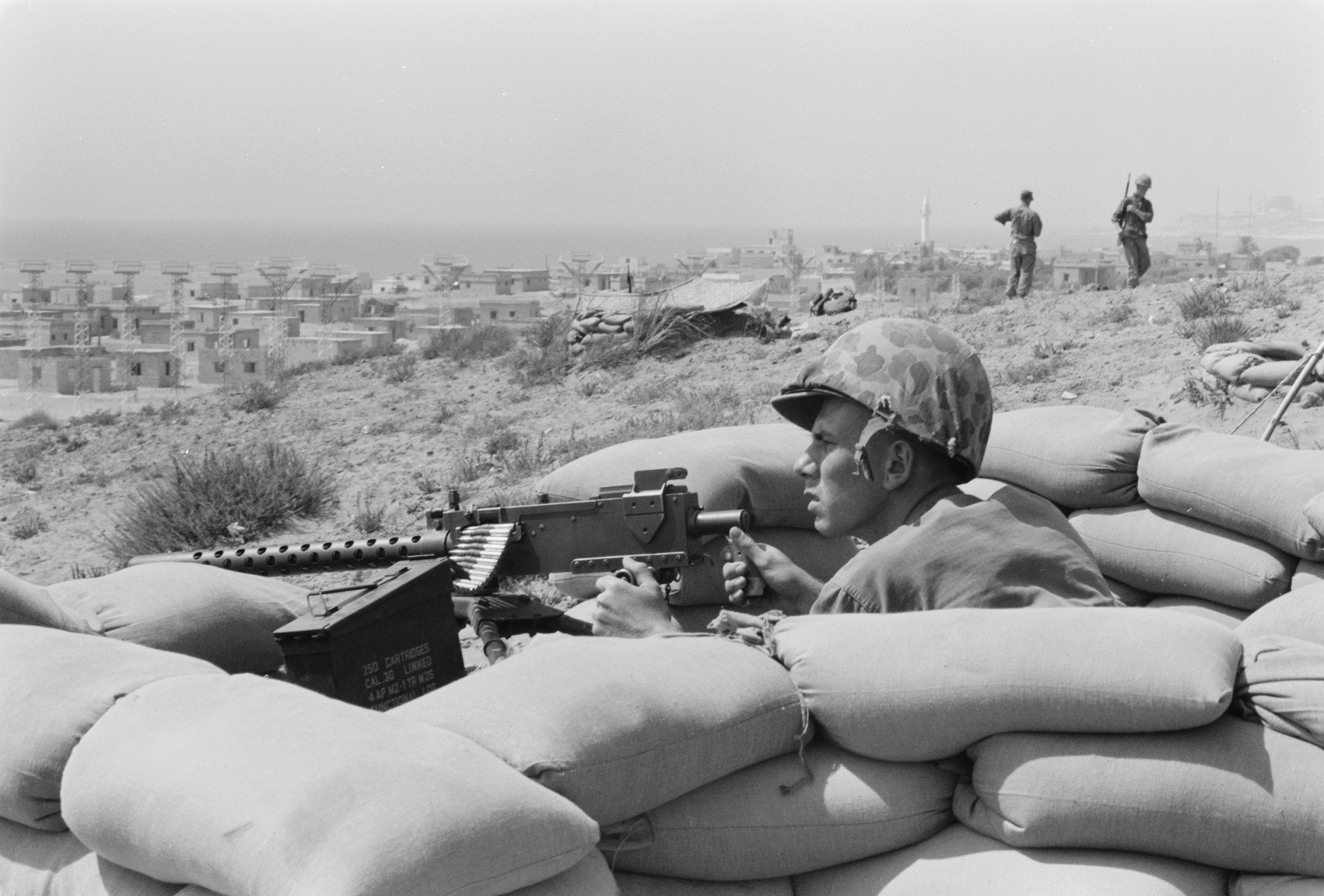
Infante de marina estadounidense defendiendo un puesto avanzado ubicado en las afueras de Beirut durante la crisis del Líbano de 1958.

Una avanzada militar es un destacamento de tropas distribuidas a cierta distancia de la fuerza o formación principal, por lo general a una distancia mayor de un supuesto objetivo o en una ubicación remota o escasamente poblada, posicionado para hacer guardia frente a intrusiones no autorizadas y ataques por sorpresa. Es por lo general, una pequeña base militar o un asentamiento ubicado en una frontera en el límite de un país o región. Los puestos de avanzada más simples, como los nidos de ametralladora, tienen defensas improvisadas fáciles de desmantelar. Asimismo, un puesto de avanzada que cuenta con unas defensas más sólidas, puede ser un búnker, una casamata o un fortín. Algunos puestos avanzados tienen como objetivo la observación del territorio enemigo y el reconocimiento militar.